# The Clown and the Alchemist
Pour plus de détails, voir Fiche technique et Distribution.
The Clown and the Alchemist est un film muet américain en noir et blanc, réalisé par James Stuart Blackton et Albert E. Smith, sorti en 1900.

## Fiche technique
- Titre : The Clown and the Alchemist
- Réalisation : James Stuart Blackton, Albert E. Smith
- Société de production : Vitagraph Company of America
- Distribution : Edison Manufacturing Company
- Langue : film muet avec les intertitres en anglais
- Format : Noir et blanc — 35 mm — 1,33:1 — Muet
- Genre : Comédie
- Durée : 2 minutes
- Dates de sortie ;
  -  États-Unis : novembre 1900